# 한별고등학교
한별고등학교(한별高等學校)는 대한민국 전북특별자치도 완주군 삼례읍 삼례리에 있는 공립 고등학교이다.

## 학교 연혁
- 1965년 3월 9일 : 삼례여자고등학교로 개교
- 1991년 10월 12일 : 학칙변경(정보처리과 신설 2학급, 계 24학급)
- 2001년 3월 2일 : 한별고등학교로 개명
- 2003년 5월 23일 : 신축 교사 완공
- 2006년 10월 2일 : 정보처리과 폐과(순수 일반계 전환)
- 2008년 11월 5일 : 기숙형 고교 지정
- 2009년 12월 17일 : 한별 생활관 준공
- 2022년 9월 1일 : 제21대 조성규 교장 부임
- 2024년 2월 8일 : 제57회 졸업식(90명 졸업, 졸업생 총수 12,800명)

## 참고 자료
- 한별고등학교 - 한국교육학술정보원 학교알리미